# Trigonoderus dolichogaster
Trigonoderus dolichogaster är en stekelart som beskrevs av Kamijo 2000. Trigonoderus dolichogaster ingår i släktet Trigonoderus och familjen puppglanssteklar. Inga underarter finns listade i Catalogue of Life.